# Bagnols (Rhône)
Pour les articles homonymes, voir Bagnols.
Bagnols est une commune française située dans le département du Rhône, en région Auvergne-Rhône-Alpes.

## Géographie

### Localisation
La commune se situe dans le Beaujolais, près de Val d'Oingt, à 25 km au nord-ouest de Lyon.
Le territoire de la commune est limitrophe de ceux de 7 communes :
| Moiré       | Frontenas |           |
| Val d'Oingt | Bagnols   | Charnay   |
| Le Breuil   | Chessy    | Châtillon |

### Climat
Pour des articles plus généraux, voir Climat d'Auvergne-Rhône-Alpes et Climat du Rhône.
En 2010, le climat de la commune est de type climat océanique dégradé des plaines du Centre et du Nord, selon une étude du Centre national de la recherche scientifique s'appuyant sur une série de données couvrant la période 1971-2000. En 2020, Météo-France publie une typologie des climats de la France métropolitaine dans laquelle la commune est exposée à un climat de montagne ou de marges de montagne et est dans la région climatique  Nord-est du Massif Central, caractérisée par une pluviométrie annuelle de 800 à 1 200 mm, bien répartie dans l’année. 
Pour la période 1971-2000, la température annuelle moyenne est de 11 °C, avec une amplitude thermique annuelle de 17,3 °C. Le cumul annuel moyen de précipitations est de 865 mm, avec 9,9 jours de précipitations en janvier et 7,1 jours en juillet. Pour la période 1991-2020, la température moyenne annuelle observée sur la station météorologique de Météo-France la plus proche, « Le Breuil », sur la commune du Breuil à 3 km à vol d'oiseau, est de 11,6 °C et le cumul annuel moyen de précipitations est de 749,8 mm,. Pour l'avenir, les paramètres climatiques de la commune estimés pour 2050 selon différents scénarios d'émission de gaz à effet de serre sont consultables sur un site dédié publié par Météo-France en novembre 2022.

## Urbanisme

### Typologie
Au 1er janvier 2024, Bagnols est catégorisée commune rurale à habitat dispersé, selon la nouvelle grille communale de densité à sept niveaux définie par l'Insee en 2022.
Elle appartient à l'unité urbaine de Val d'Oingt, une agglomération intra-départementale regroupant neuf  communes, dont elle est une commune de la banlieue,,. Par ailleurs la commune fait partie de l'aire d'attraction de Lyon, dont elle est une commune de la couronne,. Cette aire, qui regroupe 397 communes, est catégorisée dans les aires de 700 000 habitants ou plus (hors Paris),.

### Occupation des sols
L'occupation des sols de la commune, telle qu'elle ressort de la base de données européenne d’occupation biophysique des sols Corine Land Cover (CLC), est marquée par l'importance des territoires agricoles (88,8 % en 2018), en diminution par rapport à 1990 (91,4 %). La répartition détaillée en 2018 est la suivante : 
prairies (41,8 %), zones agricoles hétérogènes (25,8 %), cultures permanentes (21,2 %), forêts (8,6 %), zones urbanisées (2,6 %). L'évolution de l’occupation des sols de la commune et de ses infrastructures peut être observée sur les différentes représentations cartographiques du territoire : la carte de Cassini (XVIIIe siècle), la carte d'état-major (1820-1866) et les cartes ou photos aériennes de l'IGN pour la période actuelle (1950 à aujourd'hui).

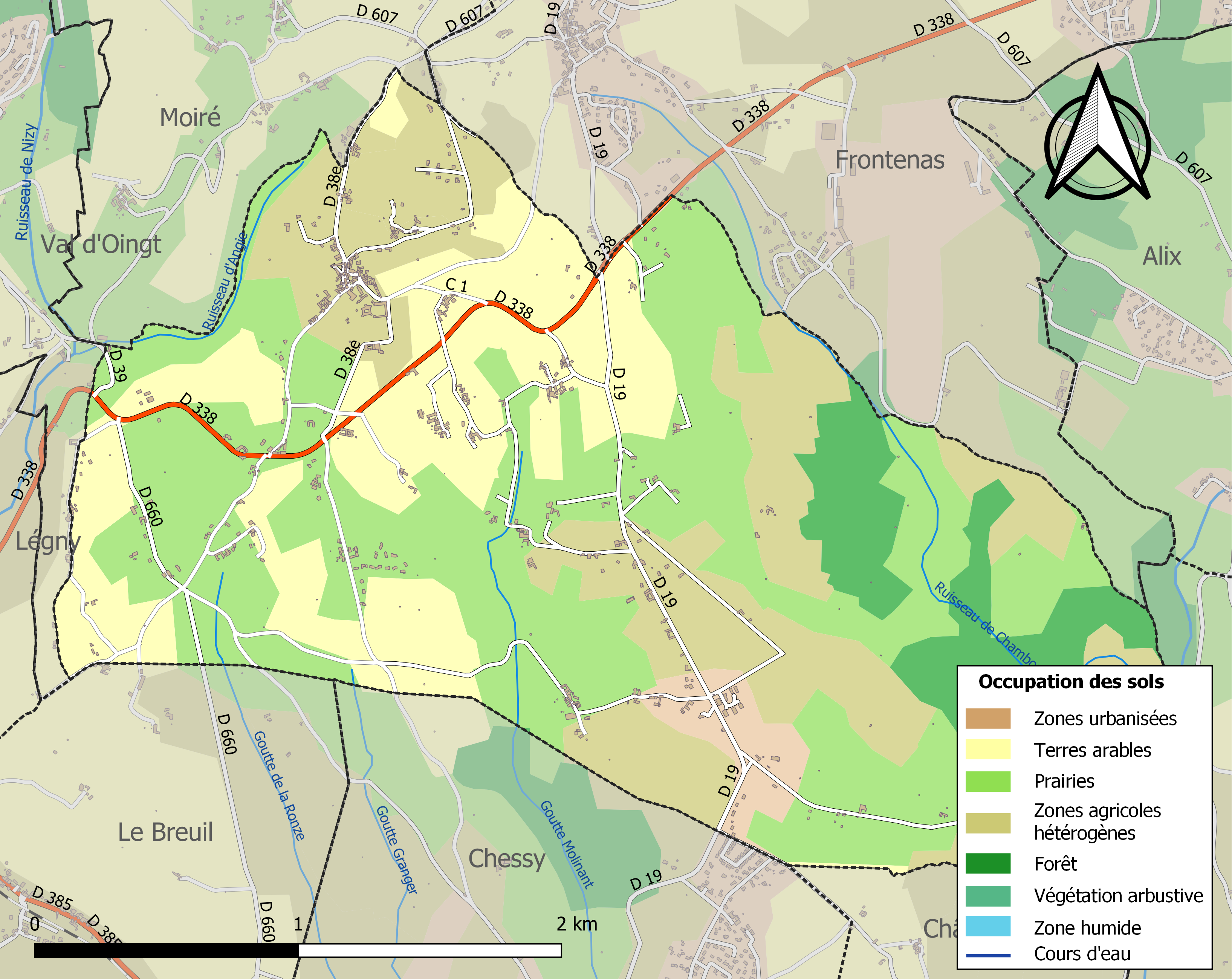
Carte des infrastructures et de l'occupation des sols de la commune en 2018 (CLC).

## Politique et administration

### Administration territoriale
La commune appartient au canton du Val d'Oingt.

### Administration municipale
| Période | Période  | Identité                | Étiquette | Qualité |
| ------- | -------- | ----------------------- | --------- | ------- |
| 1790    | 1791     | Antoine Poitrasson      | -         |         |
| 1791    | 1802     | Jean-Pierre Brunet      | -         |         |
| 1802    | 1807     | Léonard-Antoine Delafay | -         |         |
| 1807    | 1826     | Charles Charmetton      | -         |         |
| 1826    | 1830     | Antoine Vergoin         | -         |         |
| 1830    | 1835     | Louis Brunet            | -         |         |
| 1835    | 1838     | Antoine Monier          | -         |         |
| 1838    | 1848     | André Bonafay           | -         |         |
| 1848    | 1848     | Antoine Reilleux        | -         |         |
| 1851    | 1852     | Jacques Bine            | -         |         |
| 1852    | 1860     | Joseph Goujon           | -         |         |
| 1860    | 1864     | Jean Goujon             | -         |         |
| 1864    | 1870     | Léonard Delafay         | -         |         |
| 1870    | 1874     | Antoine Pierron         | -         |         |
| 1874    | 1876     | Léonard Delafay         | -         |         |
| 1876    | 1880     | Antoine Pierron         | -         |         |
| 1880    | 1900     | Jean Durand             | -         |         |
| 1900    | 1906     | Arthur Pierron          | -         |         |
| 1906    | 1909     | Jean Louis Cotisson     | -         |         |
| 1909    | 1919     | Jean Tourrel            | -         |         |
| 1919    | 1931     | Antoine Brunet          | -         |         |
| 1931    | 1953     | Toussaint Rivière       | -         |         |
| 1953    | 1959     | Pierre Grillet          | -         |         |
| 1959    | 1965     | Raoul Laroche           | -         |         |
| 1965    | 1983     | Joseph Gutty            | -         |         |
| 1983    | 1995     | Joseph Barrel           | -         |         |
| 1995    | 2014     | François Godde          | -         |         |
| 2014    | 2020     | Jean-Luc Dumas          | -         |         |
| 2020    | en cours | Jean-François Fady      | -         |         |

### Intercommunalité
La commune fait partie de la communauté de communes Beaujolais Pierres Dorées.

## Économie

### Tourisme
La commune est traversée par le Sentier de grande randonnée de pays Tour du Beaujolais des Pierres dorées.

## Population et société

### Démographie
L'évolution du nombre d'habitants est connue à travers les recensements de la population effectués dans la commune depuis 1793. Pour les communes de moins de 10 000 habitants, une enquête de recensement portant sur toute la population est réalisée tous les cinq ans, les populations de référence des années intermédiaires étant quant à elles estimées par interpolation ou extrapolation. Pour la commune, le premier recensement exhaustif entrant dans le cadre du nouveau dispositif a été réalisé en 2007.

En 2022, la commune comptait 758 habitants, en évolution de +7,52 % par rapport à 2016 (Rhône : +3,93 %, France hors Mayotte : +2,11 %).
| 1793 | 1800 | 1806 | 1821 | 1831 | 1836 | 1841 | 1846 | 1851 |
| ---- | ---- | ---- | ---- | ---- | ---- | ---- | ---- | ---- |
| 534  | 505  | 629  | 536  | 631  | 655  | 667  | 604  | 643  |

| 1856 | 1861 | 1866 | 1872 | 1876 | 1881 | 1886 | 1891 | 1896 |
| ---- | ---- | ---- | ---- | ---- | ---- | ---- | ---- | ---- |
| 636  | 645  | 720  | 677  | 707  | 724  | 691  | 633  | 593  |

| 1901 | 1906 | 1911 | 1921 | 1926 | 1931 | 1936 | 1946 | 1954 |
| ---- | ---- | ---- | ---- | ---- | ---- | ---- | ---- | ---- |
| 530  | 531  | 527  | 472  | 448  | 397  | 390  | 348  | 354  |

| 1962 | 1968 | 1975 | 1982 | 1990 | 1999 | 2006 | 2007 | 2012 |
| ---- | ---- | ---- | ---- | ---- | ---- | ---- | ---- | ---- |
| 335  | 369  | 438  | 603  | 636  | 701  | 731  | 735  | 656  |

| 2017 | 2022 | - | - | - | - | - | - | - |
| ---- | ---- | - | - | - | - | - | - | - |
| 731  | 758  | - | - | - | - | - | - | - |

### Enseignement
Bagnols possède une école communale primaire (maternelle et élémentaire) implantée au cœur du village. Elle accueille environ 80 enfants[réf. nécessaire].

## Culture et patrimoine

### Lieux et monuments

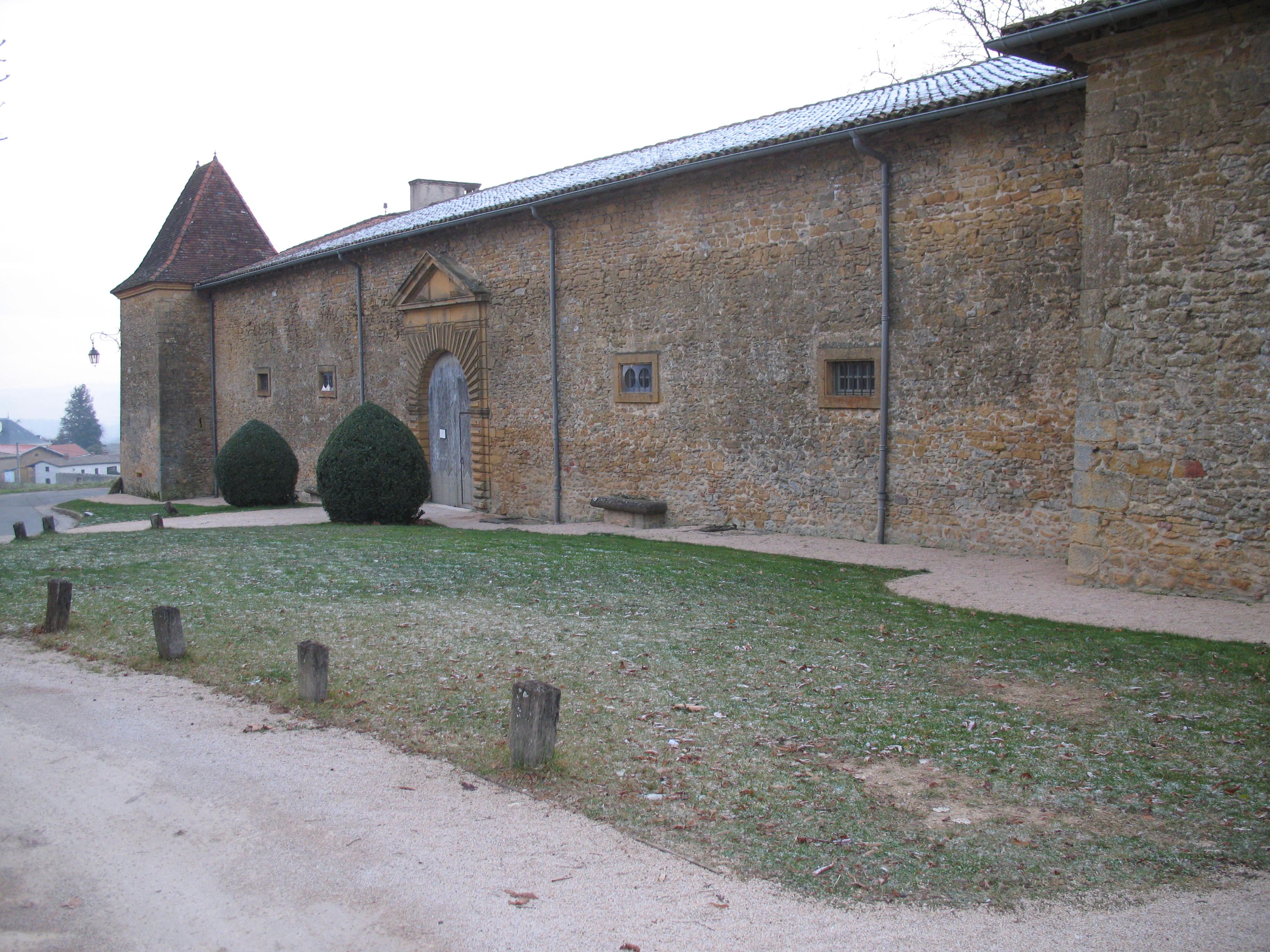
Le château de Bagnols, classé monument historique le 21 décembre 1984[19], est sans conteste le monument le plus célèbre de ce village.
- L'église Saint-Blaise date de la fin du XVIe siècle et son chœur a été inscrit monument historique le 22 février 1978[20]. Son bénitier est daté de 1535 et a été classé le 5 décembre 1904. L'église possède une sculpture en pierre de sainte Catherine d'Alexandrie, objet classé tout comme le tabernacle retable du bas-côté et ses sept statues en bois doré polychrome, tous du XVIIe siècle. Un reliquaire et un antependium en cuir de Cordoue complètent ses richesses[21].
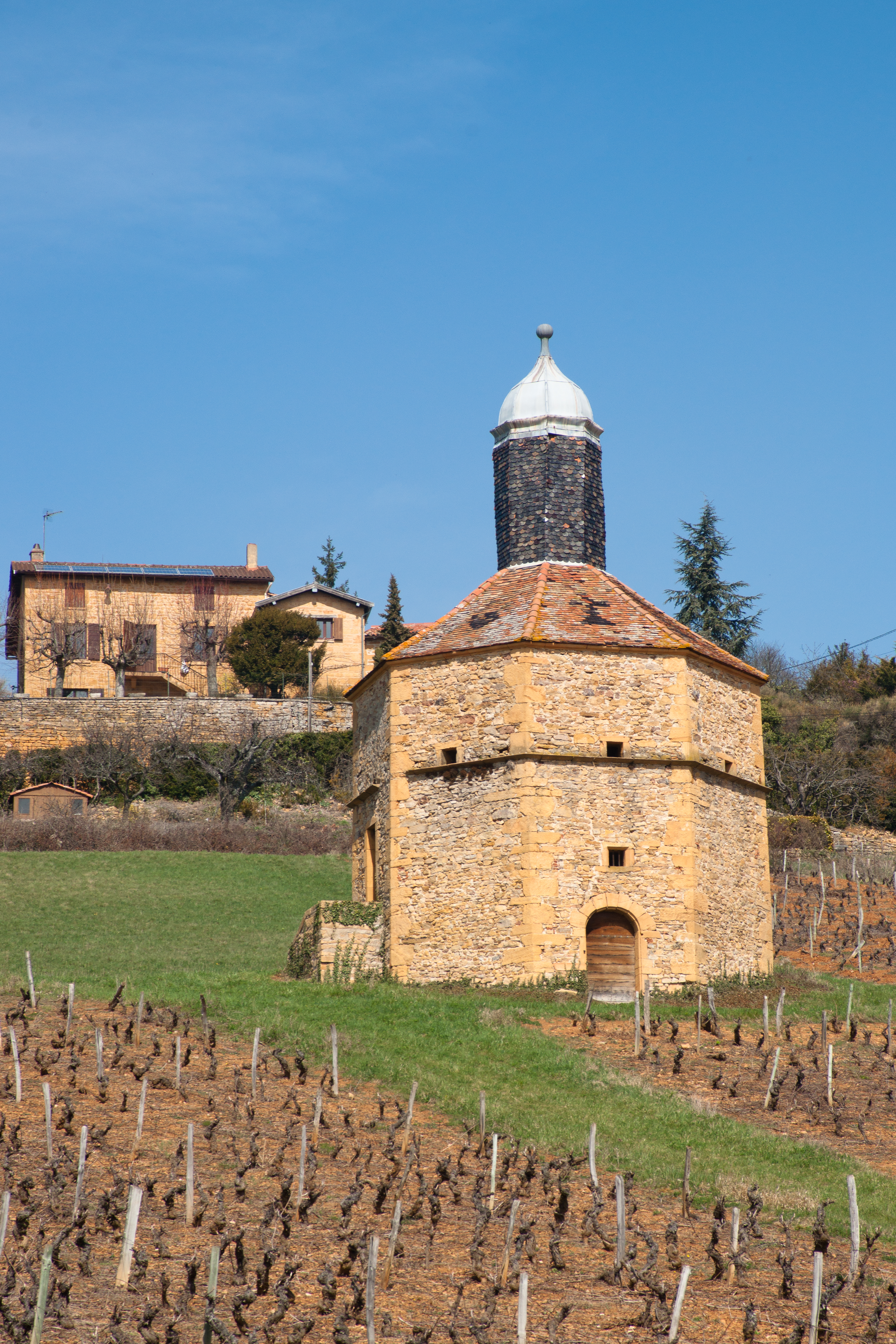
La mairie, élégant bâtiment d'esprit IIIe République coiffé d'une cloche sonnant les heures et sur laquelle une plaque rappelle le passage à Bagnols de madame de Sévigné.  - Château de Bagnols.
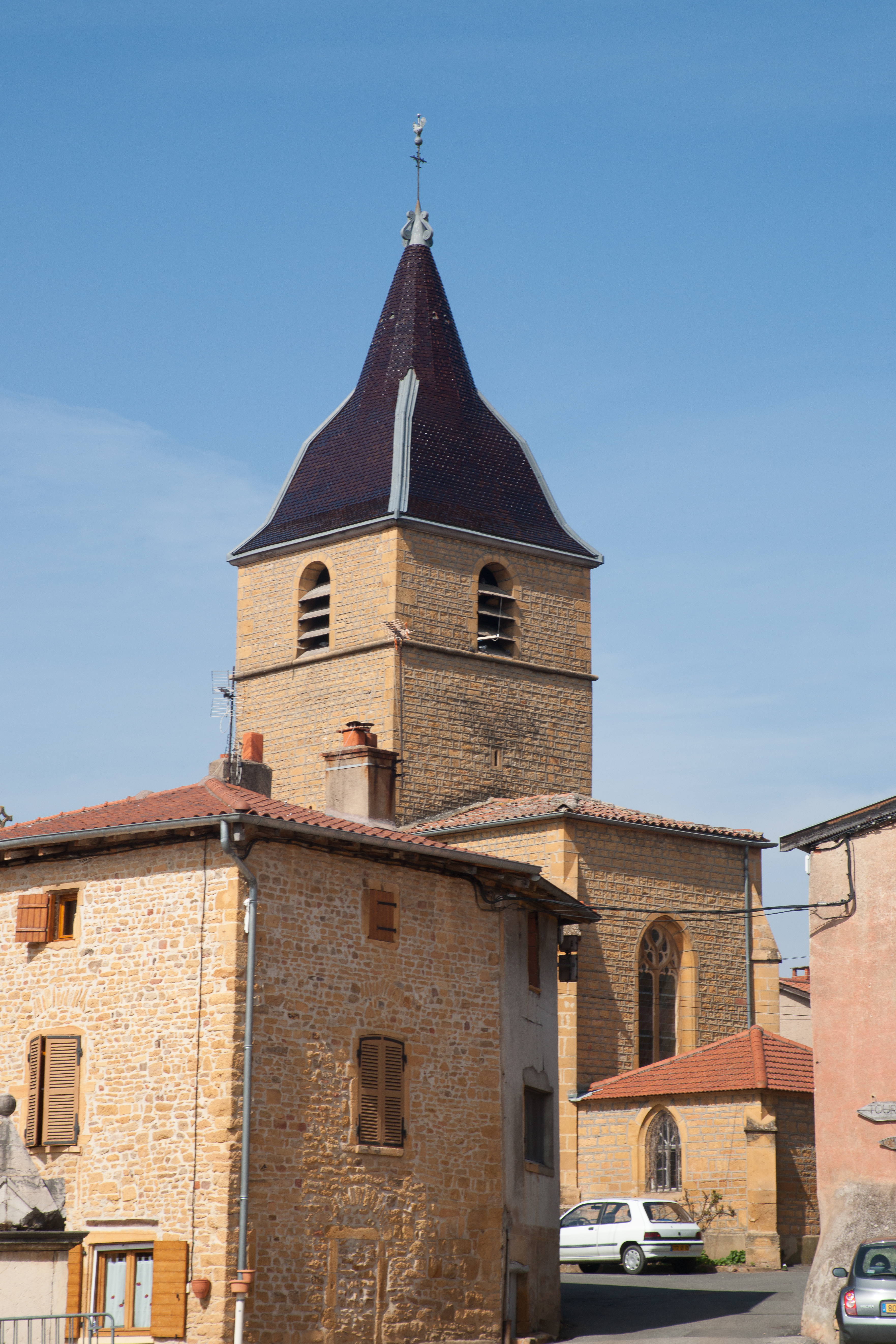
L'église Saint-Blaise de Bagnols.
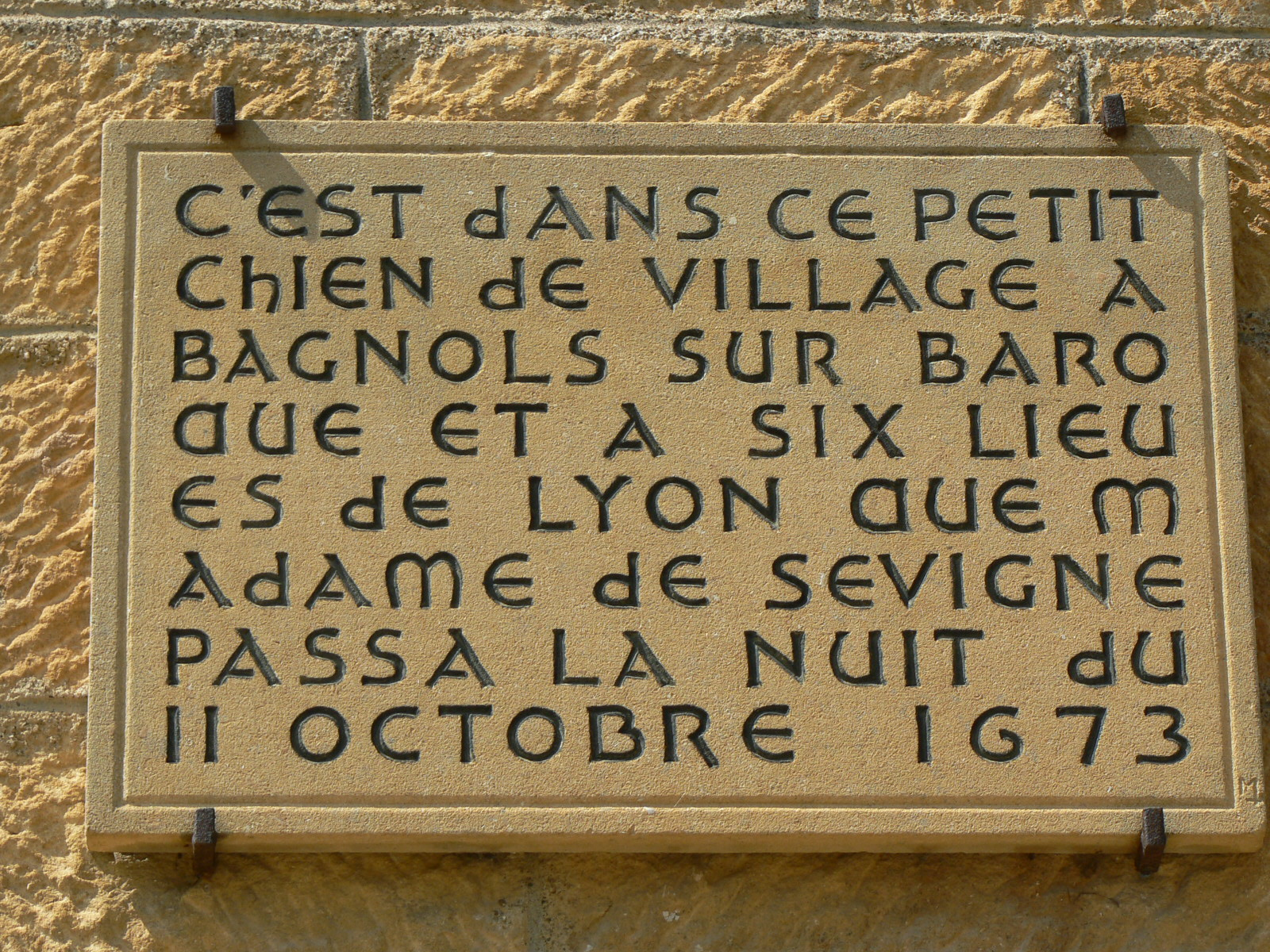
Plaque commémorative.
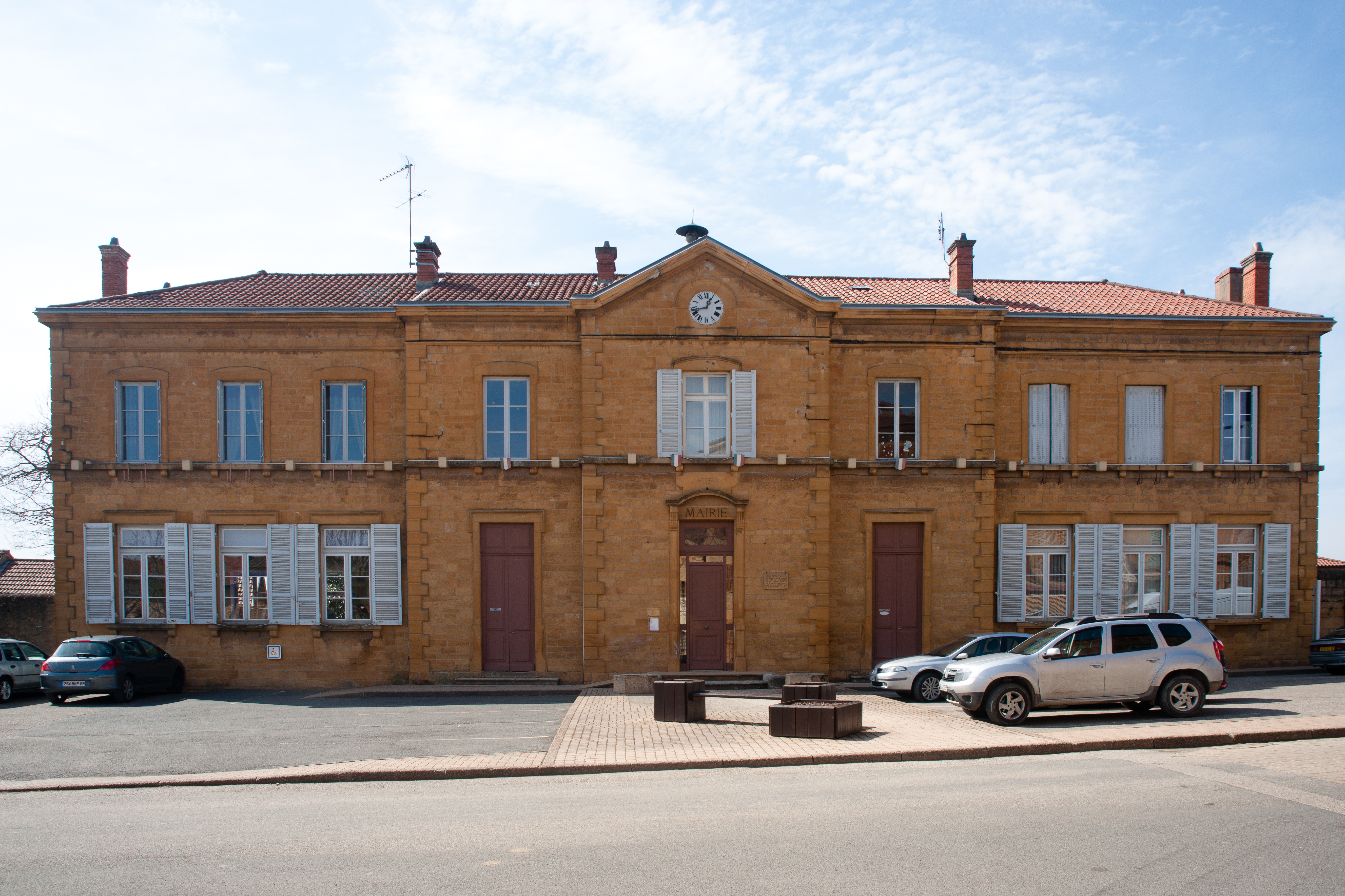
Mairie de Bagnols.
  - Pigeonnier du château de Bagnols.
  - L'église Saint-Blaise de Bagnols.
  - Plaque commémorative.
  - Mairie de Bagnols.